# Partito Comunista del Nicaragua
Il Partito Comunista del Nicaragua (in spagnolo Partido Comunista de Nicaragua, abbreviato in PCdeN) è un partito politico comunista nicaraguense. Fondato come Partito Socialista dei Lavoratori nel 1967. I membri fondatori del partito erano Juan Lorio, Augusto Lorío ed Elí Altamirano che divenne in seguito Segretario generale del Partito e Pérez Estrada che venne espulso dal Partito Socialista Nicaraguense il 23 aprile 1967.
Nel 1970 il Partito Socialista dei Lavoratori cambiò nome in Partito Comunista del Nicaragua. Nel 1990 il Partito si alleò con l'Unione Nazionale d'Opposizione contro lo schieramento sandinista.